# Сантиморганіда
Сантимограніда, сантиморган (англ. Centimorgan, cM) — одиниця вимірювання відстані між генами, а звідси й коефіцієнту зчеплення між ними. Ця величина визначається за коефіцієнтом кросинговеру в ході мейозу. Сантиморганіда — це така відстань між двома локусами, при якій гомологічна рекомбінація між ними відбувається в 1 % випадків. Для геному людини ця величина в середньому дорівнює 1 мільйону пар основ, хоча для різних хромосом може коливатися від 0,1 до 10 мільйонів п.о., залежно від частоти рекомбінації. Крім того, частота рекомбінації може розрізнятися навіть для однієї й тієї ж хромосоми. Так для 4-ї хромосоми різушки Таля середня довжина сантиморганіди дорівнює 150 тисяч п. о., тоді як існують «гарячі» та «холодні точки» рекомбінації, де довжина 1 сМ коливається від 30 до 550 тичсяч п. о.
Відстань у сантиморганідах має сенс лише для локусів, які містяться на одній хромосомі, оскільки негомологічні хромосоми не беруть участь у кросинговері.
Сантиморганіда була названа на честь генетика Томаса Моргана його учнем Альфредом Стертевантом. Батьківська одиниця морганіда (або морган), рідко використовується.